# Jackson Goldstone
Jackson Goldstone (* 10. Februar 2004 in Squamish) ist ein kanadischer Mountainbiker, der sich auf die Disziplin MTB Downhill spezialisiert hat.

## Sportlicher Werdegang
Zusammen mit dem gleichaltrigen Jordan Williams dominierte Goldstone in den Jahren 2021 und 2022 die Rennszene im Downhill der Junioren. Mit acht Siegen und sieben zweiten Plätzen bei den insgesamt 14 Weltcup-Rennen in den beiden Jahren zeigte er die größere Konstanz und sicherte sich in beiden Jahren die Weltcup-Gesamtwertung bei den Junioren vor Williams. 2021 wurde er Junioren-Weltmeister im Downhill. Zum Saisonende wurde Goldstone zur Red Bull Hardline eingeladen, die er bei seinem ersten Start überhaupt als bis dahin jüngster Fahrer der Geschichte der Hardline gewann.
2023 im ersten Jahr in der Elite erzielte Goldstone nach dem dritten Platz in Leogang in Val di Sole seinen ersten Weltcup-Erfolg in der Elite. Mit dem Sieg beim Saisonfinale im heimischen Mont Sainte-Anne ist er der einzige Fahrer, der 2023 zwei Weltcup-Rennen gewinnen konnte, die Gesamtwertung beendete er auf dem zweiten Platz hinter Loïc Bruni.
Zu Beginn der Saison 2024 verletzte sich Goldstone bei der Red Bull Hardline in Tasmanien am Knie und fiiel für den gesamten Rest der Saison aus. 2025 kehrte er mit einem Sieg bei der Red Bull Hardline Tasmania in das Renngeschehen zurück. Im Weltcup gewann er das zweite Rennen der Saison in Loudenvielle und entschied auch die nächsten drei Rennen in Leogang, Val di Sole und La Thuile für sich.

## Erfolge
2021
- Weltmeister – Downhill (Junioren)
- drei Weltcup-Erfolge – Downhill (Junioren)
- Weltcupgesamtwertung – Downhill (Junioren)

2022
- vier Weltcup-Erfolge – Downhill (Junioren)
- Weltcupgesamtwertung – Downhill (Junioren)
- Red Bull Hardline Wales

2023
- zwei Weltcup-Erfolge – Downhill

2025
- Rebull Hardline Tasmania
- vier Weltcup-Erfolge – Downhill